# Щербанюк Олександр Миколайович
Щербанюк Олександр Миколайович (2 січня 1968 — 20 лютого 2014, Київ, Україна) — український підприємець, активний учасник Євромайдану. Загинув 20 лютого 2014 року від куль снайпера. Герой України.

## Життєпис
У партії «Батьківщина» з 2004 року, учасник всіх виборчих перегонів, керівник партійної первинки. Член єврейської спільноти "Бейт Сімха" , а його син вчився у школі єврейської Організації ремісничої праці.
За даними «Буковинської правди» в Чернівцях Олександр Щербанюк працював приватним підприємцем, займався будівництвом, переважно виконував плиточні роботи.
На Майдані був із самого початку з перервами.
У нього залишилася дружина, хвора мама і двоє дітей — син та  донька.

## Загибель на Майдані
Після подій на Майдані 18 лютого, вирішив також їхати. 20 лютого 2014 року вбито двома кулями неподалік від стели. Перша вцілила зліва нижче ребер, друга — в серце. Похорон відбувся 23 лютого в Чернівцях. Попрощатися з героєм прийшли тисячі чернівчан.

## Вшанування пам'яті
6 березня 2014 р. на сесії Чернівецької міськради Олександру Щербанюку присвоїли звання Почесного громадянина Чернівців посмертно. Крім того, за згодою його рідних, вулицю Чапаєва у Чернівцях було перейменовано на вулицю Олександра Щербанюка.

## Нагороди та вшанування
- Звання Герой України з удостоєнням ордена «Золота Зірка» (21 листопада 2014, посмертно) — за громадянську мужність, патріотизм, героїчне відстоювання конституційних засад демократії, прав і свобод людини, самовіддане служіння Українському народу, виявлені під час Революції гідності[5]
- Медаль «За жертовність і любов до України» (УПЦ КП, червень 2015) (посмертно)[6]
- 2 березня 2016 року в Чернівцях відкрито меморіальну дошку честі Олександра Щербанюка